# シェク・カネー＝メイソン
シェク・カネー=メイソン（Sheku Kanneh-Mason, 1999年4月4日 - ）は、イギリス出身のチェロ奏者である。

## 生涯
カネー=メイソンは、1999年イギリスの ノッティンガム 生まれ、彼は7人兄弟の3番目の子供として生を受けた。
2016年5月（17歳）、BBCヤング・ミュージシャンのコンクール（BBC Young Musician, 18歳以下を対象としたBBC主催のコンクール）における決勝でショスタコーヴィチのチェロ協奏曲第1番を演奏して優勝し、一躍注目を浴びた。
ボブ・マーリーの『No Woman, No Cry』をカバーした楽曲は配信開始からたった３日で17万回という再生回数を記録した。
カネー＝メイソンは、2018年5月19日にウィンザー城の聖ジョージ礼拝堂で行われる英王室のヘンリー王子とメーガン・マークルのロイヤルウエディングで催された音楽セレモニーに出演した。
2024年時点で使用しているチェロは、マッテオ・ゴフリラーが1700年に手掛けたもので、楽器の価値は300万ユーロ。本人所有ではなく永久貸与を受けているものだとされている。

## ディスコグラフィー

### ソロ・アルバム
| 初発売 | タイトル・主な曲目 | 共演                   | 発売レーベル |
| ------ | ------------------ | ---------------------- | ------------ |
| 2018   | インスピレーション | バーミンガム市交響楽団 | デッカ       |